# نيكولينو (منطقة بيستياكوفسكي)
نيكولينو (بالروسية: Никулино) هيّ قرية في منطقة منطقة بيستياكوفسكي [الروسية] في منطقة أوبلاست إيفانوفو المدرجة في مستوطنة بيستياكوفسكي الريفية [الروسية].

## جُغرافيًا
تقع القرية على بعد 16 كم جنوب شرق المركز الإقليمي لـ مستوطنة بيستياكي [الروسية].

## تاريخ
منذ عام 1929، كان نيكولينو مركزًا لمجلس قرية نيكولينسكي في منطقة بيستياكوفسكي [الروسية]، منذ عام 1954 أصبحت كجزء من مجلس قرية فيربنسكي، منذ عام 1968 أصبحت كجزء من مجلس قرية موردفينوفسكي، منذ عام 2005 أصبحت كجزء من مستوطنة نيفروفو-سلوبودسكي الريفية [الروسية]، منذ عام 2015 أصبحت نهائيًا كجزء من مستوطنة بيستياكوفسكي الريفية [الروسية].